# Wim Polak
Pour les articles homonymes, voir Polak.
Willem Polak, dit Wim Polak, né le 14 septembre 1924 à Amsterdam et mort le 1er octobre 1999 à Ilpendam, est un homme politique et journaliste néerlandais. Membre du Parti travailliste (PvdA), il est secrétaire d'État (nl) aux Affaires intérieures de 1973 à 1977 sous Joop den Uyl, puis bourgmestre d'Amsterdam de 1977 à 1983.

## Biographie

### Jeunesse
Wim Polak grandit dans une famille de commerçants juifs d'Amsterdam, dans plusieurs quartiers de la ville. Peinant à trouver un travail lors de l'occupation allemande et ne pouvant s'inscrire en sciences économiques à l'université d'Amsterdam en raison de sa religion juive, il est embauché comme fourreur dans l'entreprise du père d'un ami. Arrêté, il est toutefois relâché et échappe au travail forcé car l'occupant estime qu'aucun fourreur ne peut manquer après l'invasion de l'Union soviétique.

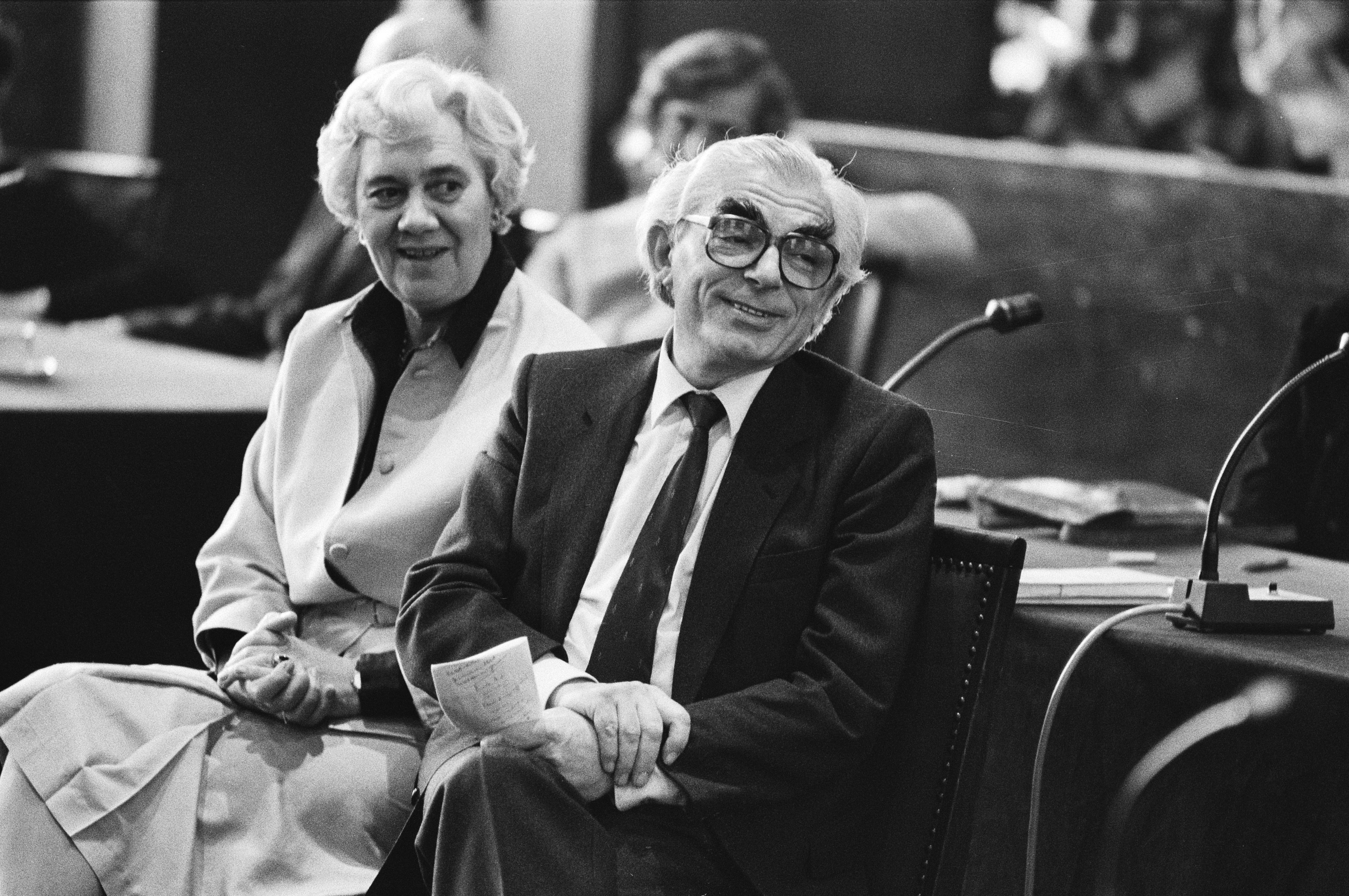
Wim et Jo Polak en 1983.

Ses parents, devenus trop pauvres pour subvenir à leurs besoins en se cachant, sont assassinés au cours de la Seconde Guerre mondiale, tandis que lui est caché par son oncle et sa tante dans la région rurale de la Twente, à Rossum, dans l'est des Pays-Bas. Après la guerre, il devient journaliste à Het Vrije Volk. En 1950, il devient rédacteur de la section socio-économique, fonction qu'il occupe jusqu'à ce qu'il devienne échevin à Amsterdam en 1965, trois ans après son élection au conseil municipal.
Wim et Jo Polak, qui lui apporte des livres de sciences économiques en Twente durant la guerre, se marient en 1947. Ils ont un fils et une fille.

### Carrière politique
Désigné à la présidence du groupe travailliste au conseil municipal d'Amsterdam en 1964, puis échevin aux finances, impôts et affaires artistiques, il fait alors face à d'importants déficits dans le budget municipal. Dans le cabinet du Premier ministre Joop den Uyl, à partir de 1973, il est secrétaire d'État (nl) aux Affaires intérieures, s'occupant notamment des finances des autorités locales. Polak s'engage pour l'amélioration de la position financière des grandes villes.

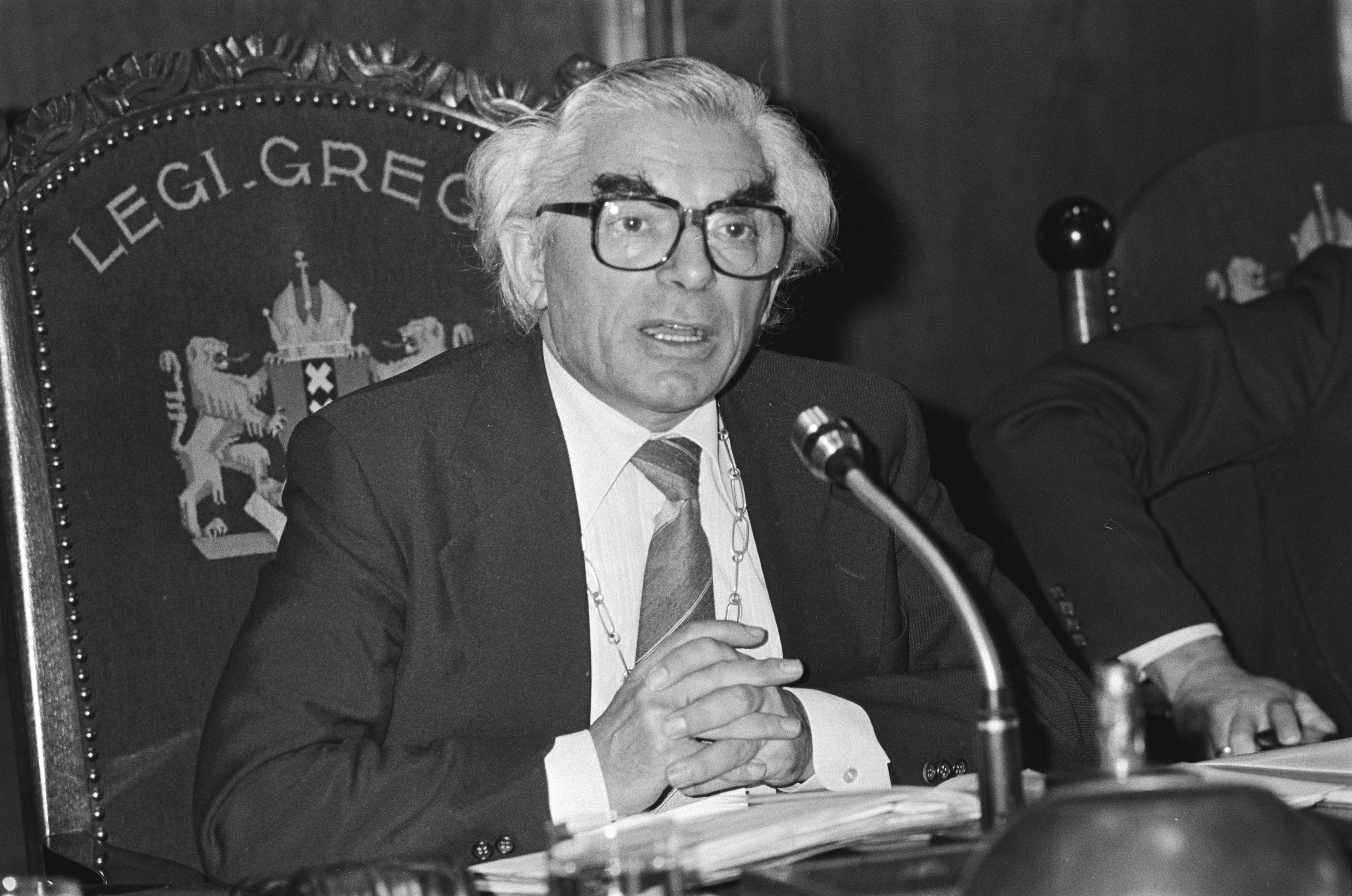
Wim Polak en tant que bourgmestre d'Amsterdam, en 1980.

Wim Polak est ensuite pendant près de six ans bourgmestre d'Amsterdam. Son mandat voit notamment l'ouverture de la première ligne du métro d'Amsterdam en 1977, puis il est confronté aux émeutes du couronnement, en 1980, ainsi qu'à plusieurs manifestations contre le placement d'armes atomiques américaines aux Pays-Bas.
Nommé en 1984 au Conseil d'État, où il travaille sur les affaires économiques et financières, il siège jusqu'en 1994.
Il décède à l'âge de 75 ans à son domicile à Ilpendam, au nord d'Amsterdam, en 1999.